# Jörgerbad
Le Jörgerbad est la plus ancienne piscine couverte existante à Vienne et la première piscine couverte appartenant à la municipalité de Vienne, en Autriche. Elle se situe dans l'arrondissement de Hernals.

## Histoire
Le Jörgerbad est construit au cours d'une période de construction de 20 mois en tant qu'établissement de bains, de vapeur et de piscine intérieure, ouvert le 22 mai 1914 par le maire de Vienne Richard Weiskirchner et géré par la suite sous le nom de "Kaiser-Franz-Joseph-Bad de la Ville de Vienne". Le nom "Jörgerbad", d'après son adresse Jörgerstraße 42-44, n'est donné au bain qu'après l'effondrement de la monarchie autrichienne.
La construction est planifiée par Friedrich Jäckel, Heinrich Goldemund et Franz Wejmola. Ce n'est pas seulement la première piscine couverte municipale à Vienne, les enfants sont également pris en compte pour la première fois dans la construction d'une piscine à Vienne avec la construction d'un bassin séparé pour les enfants. De plus, la ségrégation entre les sexes est largement abolie ici pour la première fois, ce qui permet aux familles de se baigner ensemble. L'établissement offre aux 469 utilisateurs possibles du bain de vapeur pour hommes, des baignoires, des bains d'air et de soleil et la piscine intérieure 274 vestiaires sous forme de cabines et de petites boîtes.
La verrière de la piscine est d'une architecture remarquable, elle peut être ouverte et révèle une superficie de 16 mètres sur 9. Le chantier étant trop petit, la piscine n'a pas pu être construite dans une longueur de 33,33 mètres (3 longueurs = 100 mètres) adaptée aux compétitions de natation.
Entre 1968 et 1978, le Jörgerbad est techniquement et structurellement rénové tout en préservant l'aspect structurel et connecté au réseau de chauffage urbain. La piscine extérieure pour enfants située dans le Pezzlpark voisin (depuis 2019 Frederic-Morton-Park) est incluse dans le Jörgerbad lors de ces travaux, de sorte qu'elle se présente désormais comme une piscine intérieure et extérieure combinée.
En plus de la piscine intérieure avec un espace extérieur, le Jörgerbad propose également des baignoires, des douches, des bains de vapeur, un sauna, un toboggan, des massages, un solarium, un restaurant et un buffet sauna.

## Source de la traduction
- (de) Cet article est partiellement ou en totalité issu de l’article de Wikipédia en allemand intitulé « Jörgerbad » (voir la liste des auteurs).